# Economia Principatului Monaco
Una din principalele surse de venit ale Principatului Monaco este turismul; în fiecare an mulți turiști sunt atrași de clima plăcută și de cazinoul său. În 2001 un nou mare proiect a dus la extinderea portului folosit de navele de croazieră, dar și de ambarcațiunile private. Principatul a reușit să creeze afaceri prospere în domenii ce sunt prietenoase mediului, precum cosmetica naturistă.
Fiind un lider mondial în lux și bani, Monaco este una din cele mai scumpe locații de pe Pământ. Principatul este cunoscut și ca un rai al taxelor și mulți dintre rezidenții săi sunt milionari ai altor țări. Luxul și frumusețea sunt asociate cu Monaco precum și boutiqurile sale ce poartă nume celebre (Chanel, Prada, Armani, etc.), restaurante luxoase și familia regală, în special de la căsătoria dintre Prințul Rainier cu Grace Kelly, mai târziu Prințesa Grace de Monaco.
Statul nu impune impozite pentru persoane private. Monaco reține taxe în diferite sectoare precum tutunul sau serviciile poștale. Rețeaua telefonică, Monaco Telecom, impune un monopol pe piață și este deținută în proporție de 49% de Cable and Wireless, 45% de stat și aduce și ea un mare profit statului. Standardele de viață sunt ridicate, în mare comparabile cu cele din zonele prospere ale marilor metropole franțuzești.
Lipsa impozitelor pentru persoanele fizice a dus la un număr considerabil de “refugiați ai impozitelor” veniți din Europa, care își câștigă majoritatea banilor din afara Principatului; celebrități precum piloții de Formula 1 atrag cea mai mare atenție însă aici se află și numeroși oameni de afaceri.
Monaco nu este membru al Uniunii Europene însă este strâns legat de aceasta prin acorduri cu Franța, așadar moneda a devenit cea din Franța, Euro. Până în 2002 Monaco își bătea propriile monede, francii monegaști.
Principalele exporturi ale Principatului sunt chimicale, farmaceutice, produse de înfrumusețare, ceramică, textile, mase plastice, instrumente medicinale și obiecte din metal.
Monaco este cel mai bogat oraș din lume.
Aproape o treime, 29.21%, dintre monegasci sunt milionari în dolari.